# Quecksilbersulfid
Quecksilbersulfid (HgS) ist eine chemische Verbindung aus Quecksilber und Schwefel. Es gehört zur Gruppe der II-VI-Verbindungshalbleiter und existiert in drei Modifikationen.

## Gewinnung und Darstellung
Die schwarze Modifikation kann durch Reaktion einer wässrigen Lösung von Quecksilber(II)-chlorid mit Zusätzen an EDTA und Ammoniumnitrat mit Schwefelwasserstoff und Ammoniak gewonnen werden.
{\displaystyle \mathrm {HgCl_{2}+H_{2}S+2\ NH_{3}\longrightarrow HgS+2\ NH_{4}Cl} }
Die rote Modifikation kann durch die Reaktion von Quecksilber(II)-acetat mit Schwefelwasserstoff in heißem Eisessig gewonnen werden.

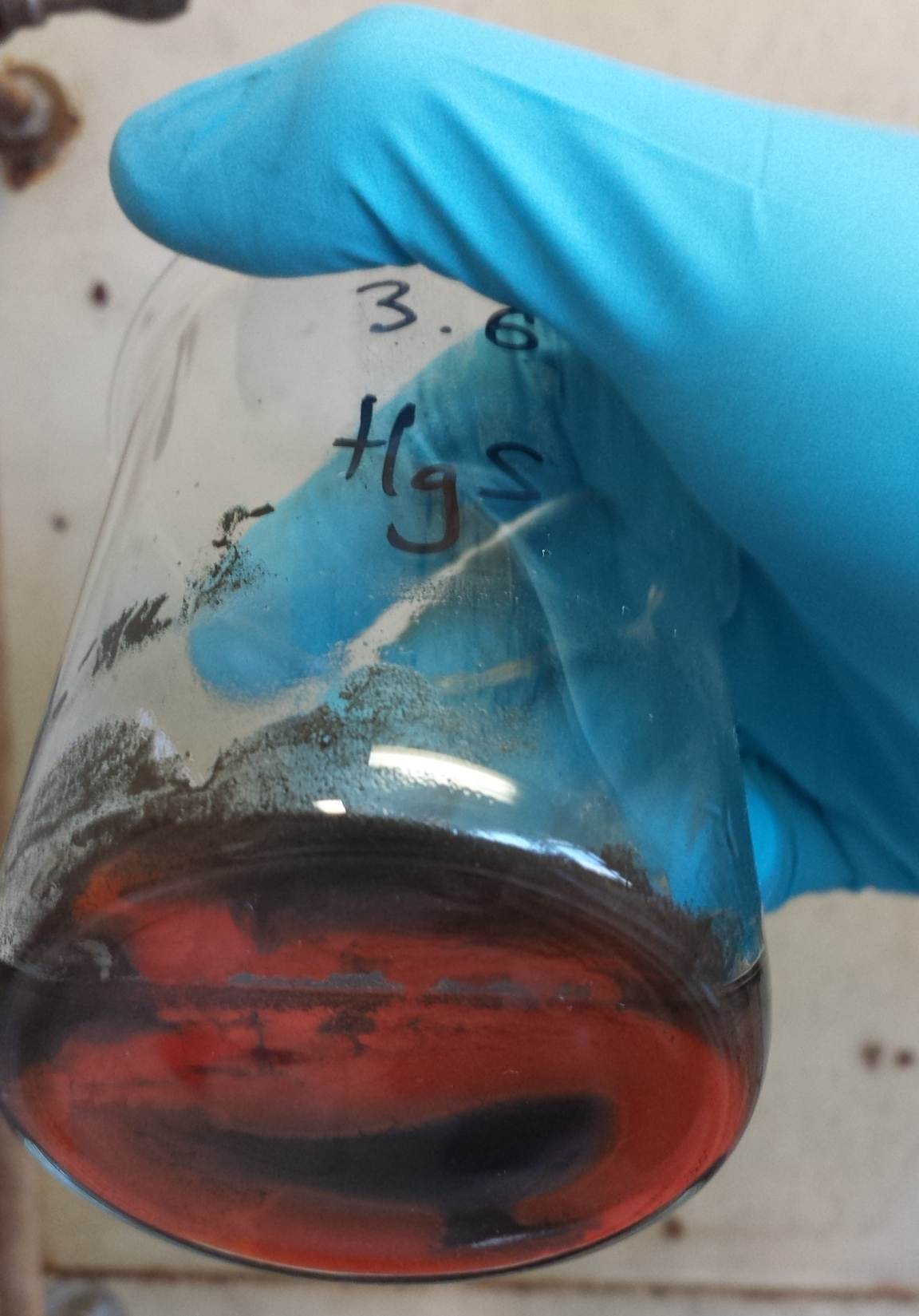
Die schwarze Modifikation von Quecksilbersulfid wandelt sich beim Erhitzen in die rote Modifikation um.

{\displaystyle \mathrm {Hg(CH_{3}COO)_{2}+H_{2}S\longrightarrow HgS+2\ CH_{3}COOH} }

## Modifikationen

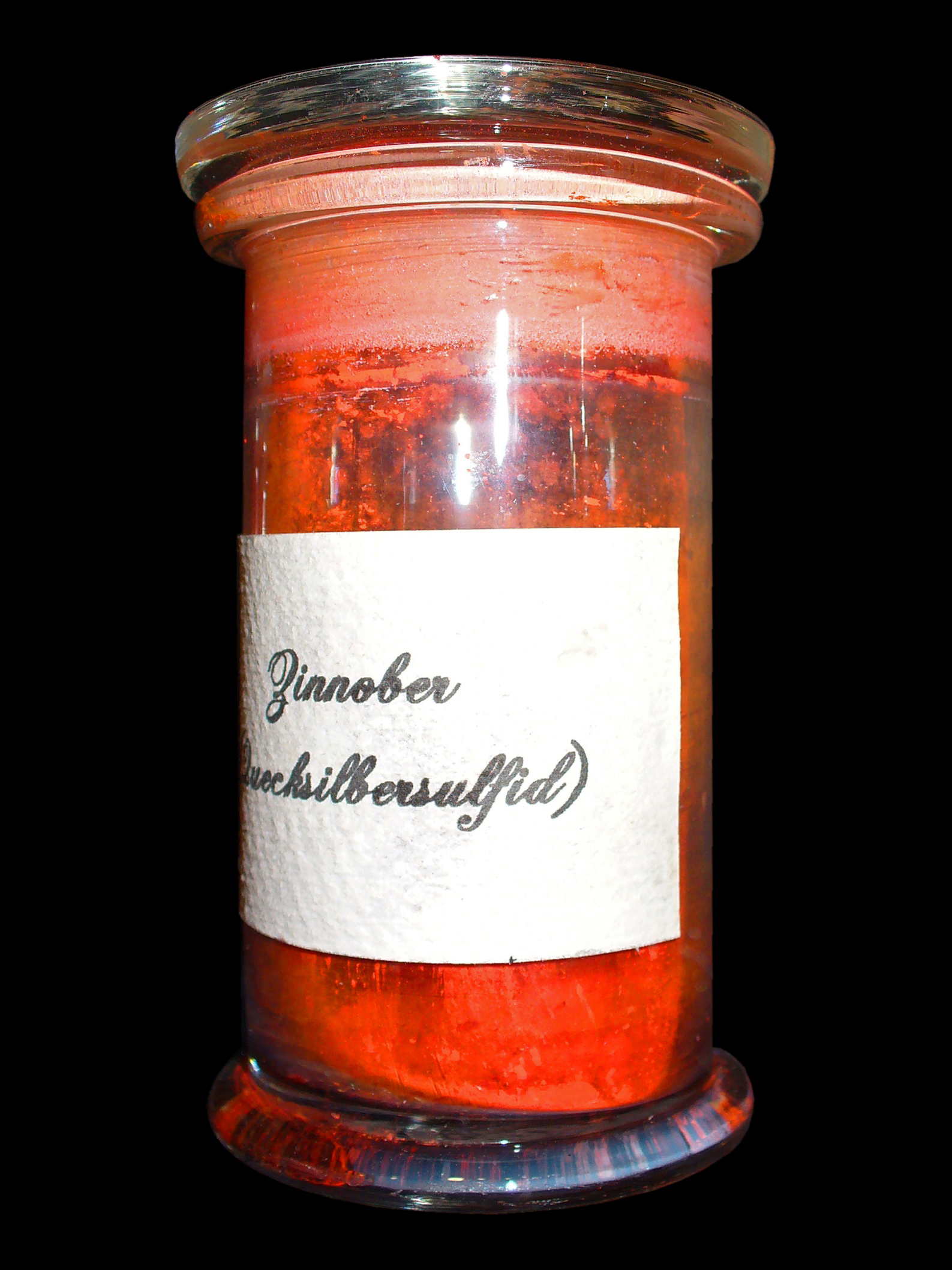
Quecksilbersulfid (Cinnabarit) als Pigment Zinnoberrot

Alle drei Modifikationen kommen in der Natur als Minerale vor, lassen sich aber auch synthetisch herstellen.
Die trigonale Modifikation Cinnabarit ist landläufig auch als Zinnober bekannt und Namensgeber der Farbe Zinnoberrot.
Der kubisch kristallisierende Metacinnabarit, auch als Quecksilbermohr bezeichnet, ist die schwarze Modifikation. Sie entsteht, wenn zu einer Quecksilbersalzlösung Schwefelwasserstoff hinzugegeben wird. Wegen der besseren Handhabung kann man Schwefelwasserstoff direkt in der Reaktionslösung aus Thioacetamid durch Erhitzen im alkalischen Medium erzeugen.
Die dritte Modifikation ist der hexagonal kristallisierende Hypercinnabarit.

## Verwendung
Quecksilbersulfid wird als rotes Pigment (Zinnoberrot) verwendet. Aufgrund seiner extrem hohen Schwerlöslichkeit – das Löslichkeitsprodukt für HgS in Wasser beträgt ca. 10−54 mol2·l−2 – ist es, im Gegensatz zu fast allen anderen Quecksilberverbindungen, ungiftig.
Elementares Quecksilber kann mit Schwefel in die rote Modifikation von Quecksilbersulfid umgewandelt und prinzipiell zur Entsorgung unter Tage eingelagert werden (Endlagerung).